# Sarts

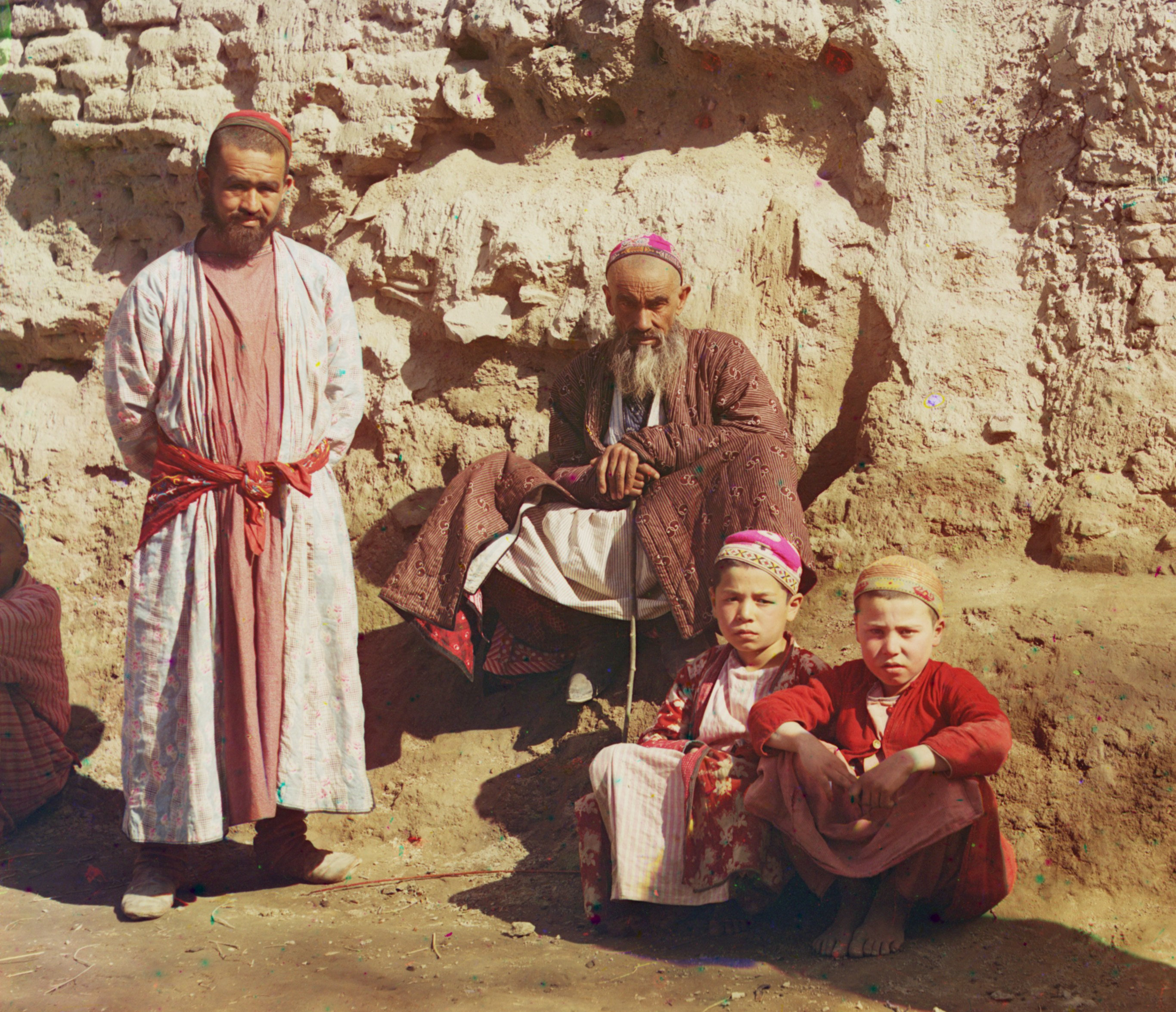
Homes i nois sarts al Turquestan rus (Àsia central) durant els primers anys del (entre 1905 i 1915).

Sart és el nom donat a certs habitants instal·lats a l'Àsia central que ha tingut significats diferents a través dels segles. En temps antics la paraula sarts, a vegades ak-sarts ("sarts blancs") no tenia un identificació ètnica particular, i eren normalment (tanmateix no sempre) habitants de ciutat.

## Origen
Hi ha unes quantes teories sobre l'origen del terme. Es pot derivar del sànscrit "sarthavaha" (comerciant, líder de caravana), un terme suposadament utilitzat pels nòmades per descriure als ciutadans instal·lats a les viles. O pot ser una corrupció de l'atonim sogdià "Soghd".
El primer ús conegut del terme és dona en el text turc Kudatku Bilik ("Coneixement Beneït"), datat el 1070, en el qual es refereix a la població establerta a les viles a Kashgària. En aquell període el terme aparentment es referia a tots els musulmans instal·lats en viles a l'Àsia Central, sense tenir en compte la llengua.
Rashid-al-din Hamadani en el Jami at-Tawàrikh escriu que Genguis Kan va ordenar que Arslan Khan, príncep musulmà dels turcs karluks, agafés el títol de "Sartaqtai", que considerava que era sinònim de Tadjik. És possible però que Raixid-ad-Din, que era persa, no interpretés correctament el significat del títol, perquè "Sartaqtai" era el nom d'un dels descendents de Genguis Kan. La "Historia secreta dels Mongols" al segle xiii ja escrivia que els mongols anomenavem a la gent de l'Àsia central i principalment de Coràsmia, com a sartuul. En mongol, Sar vol dir lluna i sarta vol dir "els que tenen una bandera amb la lluna" (per contraposició als musulmans que tenen a les seves banderes el Hilal o creixent, si bé probablement no era el cas al segle xiii). Una de les tribus mongoles que viuen a la província de Zavkhan i són descendents dels mercaders de Khwarezm, que resideixen a Harhorin, són anomenats encara sartuul.

## Significats alternatius
En el període postmongol trobem que Ali Sher Nawa'i es refereix a la gent iraniana com "Sart Ulusi" (Sart Ulus, o sigui gent sart), i per a ell "Tili Sart" (llengua sart) era un sinònim de la llengua persa. De manera similar, quan es refereix Babur a la gent de Margelan com "Sarts", ho fa com a distinció amb la gent d'Andijan que són turcs, i és clar que per això vol dir que són parlants de persa. També es refereix a la població de les ciutats i pobles del vilayat de Kabul com a sarts; en el Babur-nama, el fundador de la dinastia mogol, Baber, escriu: 
| « | al país de Kabul hi ha diverses tribus, les seves valls i planes estan habitades per pobles turcs, aimaks, i àrabs. A la ciutat de Kabul i a gran part de les viles, la població la formen tadjiks (sarts) | » |

Un canvi d'ús sembla que es va produir amb l'arribada a les regions dels oasis de Turquestan dels Uzbeks sota Shaybani Khan. Aquestos eren parlants seminòmades d'un dialecte Kiptxak, mentre les poblacions que parlaven turc i que ja vivien a les ciutats dels oasis, la majoria parlaven un dialecte uigur. És en aquesta data quan la distinció entre els termes "sart" i "tadjik" sembla que es va consolidar, si bé ja prèviament s'havia utilitzat de manera intercanviable. Fins i tot després que els uzbeks es canviessin a un vida sedentària, continuaven mantenint aquesta distinció entre parlants turcs que eren membres d'un de les tribus d'uzbeks, i "sarts" que no eren.
El juny de 2010 El terme "Sart" s'utilitzava en el conflicte ètnic entre quirguisos i uzbeks al sud del Kirguizstan per indicar la diferència en raça mongoloide entre uzbeks i quirguisos.

## Separació entre els uzbeks i les nacionalitats uigurs
En tota la dinastia Qing, els habitants turcs sedentaris dels oasis del Tarim parlaven dialectes karlucs-txagatais coneguts com a taranchi o sart, dirigits pels seus governants mongols de llinatges de Khojijan o Txagatai Khan. En altres parts del món islàmic encara anomenaven aquesta àrea com Mogolistan o com la part oriental de Turquestan, i el xinesos qing generalment consideraven a tots els seus súbdits musulmans dins la categoria d'ètnia hui, sense distincions entre el xinesos que parlaven dungan-hui i el d'altres grups de llengües com el taranchi, sart, salar, monguor, bonan, etc. Això és semblant a la pràctica dels russos que anomenaven a tots els musulmans connexos als otomans o als genguiskhànides com a "tàtars", sense tenir en compte el seu grup lingüístic.
Abans de ser rebatejat "Territori Nou" (Xinjiang) per Zuo Zongtang, aquesta part oriental de Turkestan es coneixia més sovint sota la dinastia Qing com Hui Jiang ("La Frontera dels Huis". Turcs karlucs que parlaven taranchi i sart eren sovint coneguts com a "Chantou Hui" (Hui desgastador de turbants), per als seus turbants distintius dels dels Hui que parlaven xinès. Basat en aquesta designació de hui, els participants Sart-Taranchi del Moviment modernista islàmic, el moviment jadid, van arribar a la conclusió que el nom modern ètnic dels sart-taranchi de Mogolistan hauria de ser uigur, perquè els noms de hui i uigur eren cognats. Fou de fora del territori Qing, dins de les parts controlades pel tsar a l'Àsia Central, que Sart-Taranchi, Uzbek i els erudits russos primer, propagaren l'ús de l'ètnic uigur modern, malgrat el fet que les connexions entre les societats de karakhànides - txagatais i les estepes de l'imperi Uigur i els estats de Karakhoja i Shazhou Uyghur, eren tènues en el millor dels casos. Per il·lustrar l'artificialitat de les distincions entre l'uzbek modern i nacionalitat uigur, un només ha de mirar a Saipidin Eziz, el primer president de la Regió Autònoma de Xinjiang Uigur. El general Saipidin va néixer en una família de comerciants sarts de Kaixgar amb arrels a Andijan; tècnicament, per les arrels a Andijan es classificaria com uzbek com molta gent de Xinjiang amb connexions a l'Uzbekistan, i parlant dialectes turcs locals a l'Uzbekistan, que eren classificats com "Uzbeks de Xinjiang"; això no obstant, ja que els sarts de Kaixgar i els sarts d'Andijan Sarts gairebé no es diferenciaven culturalment l'un des de l'altre, Saipidin es va identificar progressivament amb la seva ciutat de Kaixgar, i sempre es va declarar com a uigur. La cultura dels uzbeks es deriva en gran part de la cultura sart comuna a la majoria de Turquestan durant les eres dels Karakhànides i Txagatai. Tanmateix el Kanat Uzbek, que no governava Xinjiang, i només Uzbekistan aals inicis dels temps moderns, derivava la seva cultura dels uzbeks, una horda kiptxaq similar als kazakhs i karakalpaks. La nació moderna dels uzbeks va absorbir gran part d'aquesta cultura kiptxaq com es detecta en els doppas portats pels uzbeks i uigurs. Els uigurs normalment porten els doppas quadrats mentre que els uzbeks normalment porten els doppas rodons de manera similar als kazakhs i als doppas dels tàtars de Kazan. El 1911, els xinesos nacionalistes, sota la direcció del Dr. Sun Yat-Sen, enderrocaven la dinastia Qing i establien una república, la primera a Àsia.
Per 1920 el nacionalisme uigur ja s'havia convertit en un desafiament greu pels Qing i els senyors de la guerra republicans xinesos que controlaven Xinjiang. El poeta de Turfan Abdulhaliq, que havia passat els seus primers anys a Semipalàtinsk i els centres intel·lectuals del jadidisme a l'Uzbekistan, retornà a Xinjiang amb un nom artístic que més tard cridava com a cognom: Uyghur. Escrivia l'Oyghan, el famós poema nacionalista que començava amb la línia "Ey pekir Uyghur, oyghan!" (Ei pobres uigur, desperteu!). Fou més tard martiritzat pel senyor de la guerra xinès Sheng Shicai a Turpan el març de 1933 per incitar sentiments nacionalistes uigurs en els seus treballs.

## Significats moderns
Vasily Bartold sosté que al segle xix aquells que es descrivien com a "Sarts" havia esdevingut molt més turquitzats que mai. En la literatura de Rússia Imperial al segle xix, el terme s'utilitzava a vegades per denotar les poblacions que parlen turc a Fergana, Taixkent, Ximkent i la regió del Sir Darya del sud, (també, en menor nombre, a Samarcanda i Bukharà). "Sart" era també comunament utilitzat pels russos com a terme general per tots els nadius instal·lats al Turquestan. Hi havia molt de debat sobre el que això de fet significava, i d'on venia el nom. Barthold escriu que "Al país kazakh tots els membres d'una comunitat eren sarts si la seva llengua era turquesa o irania". Nikolai Ostroumov era ferm en la seva convicció que no era una definició ètnica, sinó laboral, i recolzava això citant-ne algunes (aparentment freqüents) dites locals: "Un mal quirguís esdevé un sart, mentre un mal sart es converteix en un quirguís". Aquesta confusió arribava al seu punt màxim al cens de l'Imperi Rus de 1897: la Província de Fergana es considerava que tenia una població sart molt gran, la de Samarcanda veïna molt pocs i en canvi tenia molts uzbeks. La distinció entre el dos era sovint lluny de ser clara. Encara que històricament parlant els uzbeks descendien de tribus que arribaren a la regió amb Shaybani Khan al segle xvi, els sarts pertanyien a grups establert força abans. Sembla que a Coàsmia com a mínim, els sarts parlaven una forma de turc oghuz persianitzat mentre els uzbeks parlaven un dialecte del Kiptxaq més proper al Kazakh. A Fergana el sarts parlaven un dialecte Karluc que era molt proper de l'Uigur i és considerat que és el dialecte anterior dels moderns uzbeks. El 1924 el règim Soviètic decretava que d'allí en endavant tots els turcs instal·lats a l'Àsia central es coneixerien com a "uzbeks", i que el terme "sart" s'havia d'abolir com un llegat colonial insultant. La llengua triada per a l'Uzbekistan no era, tanmateix uzbeka, sinó Sart.
És així molt difícil adjuntar un significat ètnic o fins i tot lingüístic únic al terme "sart". Històricament les diverses poblacions turques i perses de l'Àsia Central eren identificades principalment pel seu estil de vida, més que per qualsevol noció ètnica o fins i tot lingüística. El kazakhs, quirguisos i turcmens eren nòmades, conduint a través d'estepes, muntanyes i deserts de sorra, respectivament. Els turcs instal·lats i els tadjiks, d'altra banda, eren sarts perquè vivien en ciutats com Khivà, Bukharà o Samarcanda, o en comunitats agrícoles rurals.

## Dongxiang
El poble musulmà Dongxiang, de parla mongol, que viu al nord-oest de la Xina s'anomena a si mateix Sarta o Santa. No és clar si hi ha alguna connexió entre aquest terme i el sarts de l'Àsia central.

## Sibèria
Sart era un dels noms aplicats al bukharans de Siberia que s'instal·laren a Siberia al segle xvii.